# Curcuma leucorrhiza
Curcuma leucorrhiza är en enhjärtbladig växtart som beskrevs av William Roxburgh. Curcuma leucorrhiza ingår i släktet Curcuma och familjen Zingiberaceae. Inga underarter finns listade i Catalogue of Life.